# Władysław Wróblewski (artysta plastyk)
Władysław Julian Wróblewski (ur. 8 stycznia 1939 w Częstochowie) – polski artysta plastyk, architekt wnętrz, profesor Akademii Sztuk Pięknych w Poznaniu.

## Życiorys
Syn architekta Tadeusza Wróblewskiego (1899-1977). W 1963 ukończył studia na Wydziale Architektury Wnętrz PWSSP w Poznaniu. Do 1977 zatrudniony jako projektant w Ośrodku Badawczo-Rozwojowym Meblarstwa w Poznaniu. Od 1987 związany jest jako pracownik dydaktyczny z Uniwersytetem Artystycznym (poprzednio PWSSP, później ASP) w Poznaniu, 1978 jako docent, od 1993 profesor, pełniąc m.in. funkcje kierownika Pracowni Projektowania Mebla, prodziekana i dziekana Wydziału Architektury Wnętrz i Wzornictwa Przemysłowego oraz prorektora ds. artystyczno-badawczych. Pełni funkcje dziekana Wydziału Artystycznego Wyższej Szkoły Umiejętności Społecznych w Poznaniu.
Zaprojektował szereg zestawów meblowych na rynki krajowe i zagraniczne (Francja, RFN, ZSRR), meble hotelowe (m.in. Kraków, Warszawa), a także meble do wagonu-salonki rządu PRL (1973). Meble były eksponowane na szeregu wystaw w kraju i zagranicą. Maluje obrazy, wystawiał rysunki (m.in. Poznań 1968), projektował nagradzane plakaty (lata 1968-1969) oraz brał udział w plenerach ceramicznych w Kole (1972, 1973). Jego dziełem jest aranżacja wnętrza w katolickiej kaplicy polskiej w Berlinie Wschodnim (1982-1984) oraz ewangelickiego kościoła Łaski Bożej w Poznaniu (2004). Zaprojektował tablicę pamiątkową ks. Samuela Dambrowskiego ustawioną obok poznańskiego kościoła w (2007) i głaz ku czci ks. Gustawa Manitiusa w sąsiednim parku noszącym jego imię (od strony ul. Grunwaldzkiej), zrealizowany w 2002.
Jest laureatem m.in. Nagrody Miasta Poznania, Nagrody Województwa Poznańskiego oraz Nagrody Ministra Kultury i Sztuki II stopnia (1980).

## Odznaczenia
- Złoty Krzyż Zasługi – 2005[2]